# Benzonatato
Il benzonatato è un farmaco non-narcotico antitussivo ad azione duplice: sia centrale che periferica. L'effetto del benzonatato si instaura 15-20 minuti dopo l'assunzione e perdura da 3 a 8 ore. Dato che non si tratta di un oppioide, il benzonatato non è soggetto ad abusi come talvolta accade per altri farmaci antitussigeni derivanti dalla codeina.

## Caratteristiche strutturali e fisiche
Il benzonatato è una butilammina ed è chimicamente correlato ad alcuni anestetici locali come la procaina e la tetracaina.

## Meccanismo di azione
Verosimilmente il benzonatato agisce come un anestetico locale, riducendo la sensibilità dei recettori di stiramento nelle vie aeree inferiori ed a livello polmonare. Si viene così a ridurre lo stimolo della tosse associato alla attività respiratoria.

## Usi clinici
Il benzonatato viene utilizzato per ridurre la tosse in varie condizioni cliniche respiratorie: bronchiti acute e croniche, enfisema polmonare, sindrome influenzale e polmonite.

Il farmaco non dovrebbe mai essere utilizzato per sopprimere una tosse produttiva od in alternativa ad un trattamento causale della tosse come, a titolo d'esempio, il trattamento dell'asma bronchiale o del reflusso gastro-esofageo.

Come trattamento off label il benzonatato è stato utilizzato a bassi dosaggi come anestetico topico per il cavo orale od il dolore faringeo. Questa pratica non è consigliabile, anche in considerazione dei rischi cui può esporre l'anestesia orofaringea, e tra questi in particolare l'aspirazione polmonare.

## Vie di somministrazione
Il benzonatato viene venduto sotto forma di capsule di aspetto gelatinoso, di colore giallo o blu, ai dosaggi di 100 mg e 200 mg.

## Effetti collaterali
Tra gli effetti collaterali registrati si segnalano: sedazione, cefalea, vertigini, eruzioni cutanee, congestione nasale, stipsi, disturbi gastrointestinali.
Se le perle o capsule vengono masticate o disciolte in bocca, si può sviluppare rapidamente anestesia orofaringea.

## Controindicazioni
In caso di ipersensibilità accertata verso il farmaco.

## Sovradosaggio ed antidoti
La stimolazione del sistema nervoso centrale (SNC) può causare irrequietezza e tremore che possono evolvere in convulsioni cloniche seguite da una profonda depressione del SNC. Il sovradosaggio del farmaco può inoltre determinare aritmie, arresto cardiaco e morte improvvisa.

In letteratura il farmaco è stato coinvolto in alcuni casi mortali, sia correlati ad ostruzione da corpo estraneo causata dalle capsule gelatinose, che in casi di suicidio in associazione ad altre sostanze.